# Urban Music Awards
Los Urban Music Awards (UMA) son una ceremonia de premios de hip-hop, R&B, baile y música soul lanzada por Jordan Kensington en 2003 y ahora se celebra anualmente en seis países por Invincible Media Group.
La versión estadounidense de la ceremonia de entrega de premios, los Urban Music Awards USA, se lanzó el 7 de julio de 2007 en Hammerstein Ballroom, presentado por Foxy Brown y Spragga Benz, con ganadores de premios como Adele, Danity Kane, Jay Z, Grandmaster Flash, Sean Paul, Beyoncé, Bobby V, Enrique Iglesias, Rihanna, Lupe Fiasco, Mary Mary, Amy Winehouse, Leona Lewis, Chip y más.